# 니투 찬드라

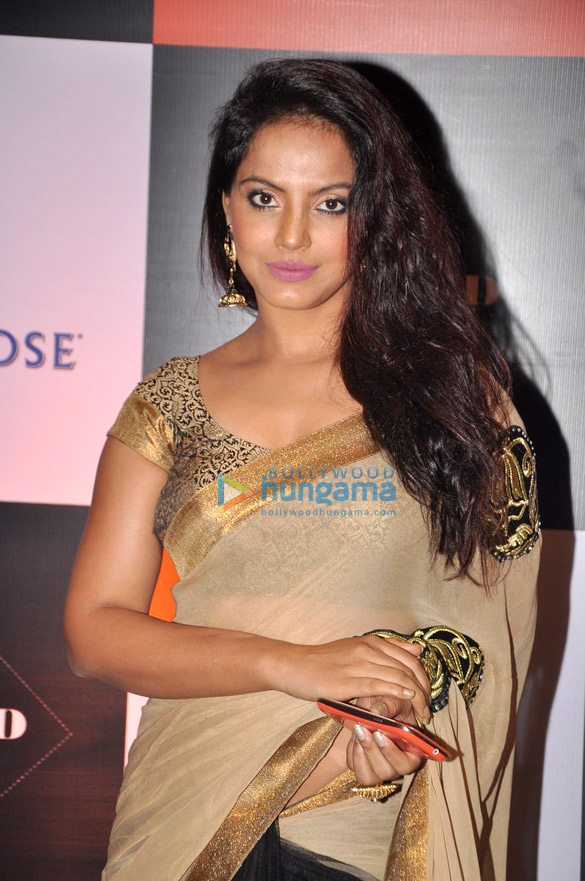

니투 찬드라(Neetu Chandra, 1984년 6월 20일 ~ )는 인도의 배우, 모델이다.
파트나에서 태어났다.

## 영화
- 퍼스트 갓 (2013년)
- 13B (2009년)
- 오예 럭키! 럭키 오예! (2008년)
- 뭄바이 커팅 (2008년)
- 트래픽 시그널 (2007년)